# Heleniella parva
Heleniella parva är en tvåvingeart som beskrevs av Ole Anton Saether 1985. Heleniella parva ingår i släktet Heleniella och familjen fjädermyggor.
Artens utbredningsområde är South Carolina. Inga underarter finns listade i Catalogue of Life.